# Carlos Seco Serrano
Carlos Seco Serrano (Toledo, 14 de noviembre de 1923 - Madrid, 12 de abril de 2020) fue un historiador español, especialista en la Edad Contemporánea.

## Biografía

### Infancia — La Guerra Civil
Nació en Toledo el 14 de noviembre de 1923.

Era hijo del comandante de Infantería Edmundo Seco Sánchez, que se hallaba destinado en Melilla al frente del batallón de Ametralladores cuando se produjo el estallido de la sublevación militar de julio de 1936; ayudante del general Romerales, pertenecía a la masonería y se mantuvo leal al gobierno de la República, por lo que fue condenado a muerte en un consejo de guerra celebrado en Ceuta y fusilado por los sublevados el 15 de junio de 1937. En una entrevista a Antonio Astorga publicada en ABC el 9 de junio de 2007, Carlos Seco relataba así lo ocurrido:
Mi padre era un militar absolutamente ajeno a la política, pero con una gran lealtad a su jefe, el general Romerales, al que yo conocí muy bien, era una persona excelente, pero tenía una desgracia: era amigo de Azaña con quien coincidió en el colegio de los agustinos de El Escorial. Azaña confiaba en él, y el general era leal a Azaña, y claro cuando se produjo el 17 de julio el gran enemigo era Romerales. Mi padre, que no entraba ni salía en juegos políticos, era un hombre leal a su general, y cuando los conjurados entraron en el despacho de Romerales en la Comandancia de Melilla, el general se rodeó de los militares amigos en los que creía y podía confiar cuando tuvo noticia de que se preparaba un golpe. Los que entraron en el despacho destituyeron al general, que a la semana fue fusilado. Y a los que estaban allí les preguntaron: ¿están con nosotros o con el general? Mi padre se limitó a decir que estaba a las órdenes del general, y le costó la vida.
Carlos Seco le dedicó a su padre su libro Militarismo y civilismo en la España contemporánea con las siguientes palabras: «A mi padre el comandante Edmundo Seco Sánchez. Su vida y su muerte fueron espejo del verdadero honor militar».

### Carrera académica
Cursó la carrera de Filosofía y Letras en la Universidad Central, obteniendo la licenciatura, con premio extraordinario, en 1945. En 1950 se doctoró en Historia con la presentación de la tesis titulada Relaciones diplomáticas entre España y Venecia en la época de Felipe III, logrando la máxima calificación y —de nuevo— el premio extraordinario. Tuvo como maestros a Ciriaco Pérez Bustamante y, sobre todo, a Jesús Pabón.
Ha sido catedrático de Historia General de España y de Historia Contemporánea de España en la Facultad de Filosofía y Letras de la Universidad de Barcelona entre 1957 y 1975 y catedrático de Historia Contemporánea de España en la Facultad de Ciencias de la Información de la Universidad Complutense de Madrid entre 1975 y 1989. Tras su jubilación, fue nombrado profesor emérito en la misma universidad.
También fue académico de número de la Real Academia de Buenas Letras de Barcelona, académico de mérito de la Academia Portuguesa da História, colaborador del Consejo Superior de Investigaciones Científicas, director del Índice Histórico Español. En 1977 ingresó como miembro numerario de la Real Academia de la Historia, de la que fue decano y director de su Boletín.
Falleció a los noventa y seis años en Madrid el 12 de abril de 2020, víctima de la pandemia de coronavirus.

## Premios
- Premio Nacional de Historia de España, 1986, por su obra Militarismo y civilismo en la España contemporánea.[10]
- Officier dans l'Ordre des Palmes Académiques
- Gran Cruz del Mérito Militar, 1996.[11]
- Gran Cruz de Alfonso X el Sabio, 2002.[12]
- Premio Villa de Madrid: José Ortega y Gasset de Ensayo y Humanidades (Ayuntamiento de Madrid) en 2003 por La España de Alfonso XIII. El Estado, la política, los movimientos sociales.

## Obras
- — (2007). Alfonso XII. Editorial Ariel. ISBN 978-84-344-5210-7.
- — (2004). De los tiempos de Cánovas. Real Academia de la Historia. ISBN 978-84-95983-42-8.
- — (2002). La España de Alfonso XIII. Espasa-Calpe. ISBN 978-84-670-0052-8.
- — (2002). Alfonso XIII en el centenario de su reinado. Real Academia de la Historia. ISBN 9788495983121.
- — (2001). Alfonso XIII. Arlanza Ediciones. ISBN 978-84-95503-32-9.
- — (2000). Historia del conservadurismo español. Ediciones Temas de Hoy. ISBN 978-84-8460-020-6.[13]
- — (1998). Estudios sobre el reinado de Alfonso XIII. Real Academia de la Historia. ISBN 9788489512139.
- — (1997). Paisaje y figura del 98. Fundación Central Hispano. ISBN 84-899-1304-8.
- — (1994). María Cristina de Habsburgo y la regencia (1885-1902). Estudios Superiores de El Escorial. ISBN 978-84-604-9529-1.
- — (1994). Al correr de los días. Crónicas de la transición. Editorial Complutense. ISBN 9788474914979.
- — (1989). Profesor Carlos Seco Serrano. Haciendo historia. Edicions Universitat Barcelona (Coordinado por Teresa Martínez de Sas et al.). ISBN 9788475288819.
- — (1984). Militarismo y civilismo en la España contemporánea. Instituto de Estudios Económicos. ISBN 978-84-85719-45-7.
- — (1983). Viñetas históricas. Espasa-Calpe (Introducción de Javier Tusell). ISBN 84-239-2113-1.
- — (1978). Godoy, el hombre y el político. Espasa-Calpe. ISBN 84-239-2034-8.
- — (1973). Tríptico carlista. Ariel. ISBN 84-344-0738-8.
- — (1973). Sociedad, literatura y política en la España del siglo XIX. Guadiana de Publicaciones. ISBN 84-251-0121-2.
- — (1969). Alfonso XIII y la crisis de la restauración. Ariel (2.ª ed. Rialp, 1979). ISBN 84-321-1987-3.
- — (1967). Obras de D. Ramón de Mesonero Romanos. Atlas (Biblioteca de Autores Españoles), 5 vols. Edición y estudio preliminar de Carlos Seco Serrano.
- — (1965). Memorias de Manuel Godoy, Príncipe de la Paz. Atlas (Biblioteca de Autores Españoles), 2 vols. Edición y estudio preliminar de Carlos Seco Serrano.
- — (1962). Obras de D. Francisco Martínez de la Rosa. Atlas (Biblioteca de Autores Españoles), 8 vols. Edición y estudio preliminar de Carlos Seco Serrano.
- — (1960). Obras de D. Mariano José de Larra. Atlas (Biblioteca de Autores Españoles), 4 vols. Edición y estudio preliminar de Carlos Seco Serrano.
- — (1954-1955). Obras de D. Martín Fernández de Navarrete. Atlas (Biblioteca de Autores Españoles), 3 vols. Edición y estudio preliminar de Carlos Seco Serrano.